# Hiérarchie de l'ordre du Temple en Orient
La hiérarchie de l'ordre du Temple en Orient a été mise en place pour répondre aux besoins d'organisation de l'armée de l'ordre en Orient. Ce sont les retraits de la règle qui nous renseignent sur cette hiérarchie et le rôle des différents dignitaires qui vivaient en Orient.

## Le maître
Vingt-deux articles des retraits de la règle sont consacrés au maître de l'Ordre. (articles 77 à 98).
Il résidait obligatoirement à Jérusalem en Terre Sainte car ce lieu était la raison d'être de l'Ordre du Temple et en fut la capitale jusqu'en 1187 (chute de Jérusalem).
Son élection se faisait par treize frères selon une procédure complexe, décrite
en détail dans vingt-cinq articles des retraits(articles 198 à 223).
Les pouvoirs du maître étaient assez limités ainsi que son rôle qui était principalement « représentatif » lors des manifestations et visites officielles. Il était souvent tributaire des décisions du chapitre général.
Il était le seul à décider de l'engagement de l'Ordre dans une bataille et se trouvait accompagné de deux frères-chevaliers qui lui servaient de conseillers et qui le suivaient dans tous ses déplacements.
Il était fourni au maître quatre montures dont un turcoman (destrier de guerre).
On trouvait à son service :
- 1 frère-chapelain
- 1 clerc avec trois montures
- 1 frère-sergent avec deux montures
- 1 valet avec une monture (il portait l'écu du maître et sa lance.)
- 1 maréchal-ferrant
- 1 écrivain sarrasin, c’est-à-dire un secrétaire arabe qui lui servait également d'interprète
- 1 turcopole
- 1 queux (cuisinier)
- 2 palefreniers qui s'occupaient uniquement du cheval de bataille du maître

Toute cette maison suivait le maître en tout lieu et tout temps.
En campagne, le maître logeait dans une tente ronde, rappelant la chapelle du Saint-Sépulcre
et était toujours escorté par un chevalier et le gonfanon.

## Le sénéchal
(la): Dapifer ; Senescalcus

Il était le deuxième dignitaire de l'Ordre après le maître. Les retraits de la Règle lui consacrent deux articles (articles 99 et 100). Son rôle consistait à remplacer le maître lorsque celui-ci était absent. Mais, « en tous lieux où la maître est absent, tous les équipages des terres et des maisons et toutes les maisons et les viandes (nourritures) sont au commandement du sénéchal. »
L'Ordre lui fournissait :
- 4 chevaux dont un palefroi
- 2 écuyers
- 1 frère chevalier pour « compagnon », (conseiller) avec trois chevaux
- 1 frère sergent avec deux chevaux
- 1 diacre-écrivain (secrétaire et prêtre)
- 1 turcopole (soldat arabe)
- 1 écrivain sarrasin avec un cheval (secrétaire et traducteur arabe)
- 2 palefreniers

Tout comme le maître, il devait avoir un compagnon de rang qui le suivait et le conseillait.

Lorsque le maître était absent, il pouvait sceller les papiers officiels et missives avec un sceau identique à celui du maître. C'était aussi lui qui portait le gonfanon.
L'office de sénéchal disparaît à la fin du XIIe siècle, remplacée par celle de grand commandeur, qui est toujours le deuxième personnage de l'ordre et qui semble avoir absorbé également la fonction de commandeur de la terre à la fin du XIIIe siècle selon Alain Demurger. La dernière mention connue d'un sénéchal de l'ordre du Temple date de septembre 1195.

## Le grand commandeur
La perte de Jérusalem en 1187 provoque à court terme la disparition du Sénéchal et le grand commandeur devient alors le deuxième dignitaire dans la hiérarchie de l'ordre. Cependant, ce titre existait déjà aux alentours de 1179/81 et est mentionné dans la règle du Temple sous la forme « grant Comandeor dou royaume de Jérusalem » dans un retrait qui concerne le commandeur de la cité de Jérusalem (n°123). Pour Alain Demurger, le grand commandeur est un dignitaire distinct du commandeur de la terre jusqu'à la fin du XIIIe siècle alors que pour Jochen Burgtorf il s'agit du même dignitaire. Lorsqu'un maître de l'ordre disparaissait, il y avait également un grand commandeur (de l'élection) chargé de convoquer le chapitre et d'organiser l'élection d'un nouveau maître. Il tenait lieu de maître en attendant. Le plus connu de ces « tenants lieu » (lieutenants) est Terricus (la) en 1187 que certains historiens ont inclus à tort dans les maîtres de l'ordre.

## Le maréchal
On connaît ce grade grâce aux neuf articles des retraits qui lui sont consacrés(articles 101 à 109). Il s'agissait de l'autorité militaire suprême subordonnée aux décisions militaires du maître.
En temps de paix ainsi qu'en temps de guerre, il était responsable de la discipline et de l'entretien des armes et montures. Il répartissait les tâches de la journée et faisait l'appel des chevaliers lors des messes. En campagne, le maréchal dirigeait tous les hommes d'armes du Temple et « fournissait la pointe » pour la charge qu'il exécute en portant lui-même le gonfanon.
À la mort du maître de l'Ordre, c'est lui qui faisait annoncer la nouvelle dans toutes les commanderies et réunissait les dignitaires pour l'organisation de l'élection d'un nouveau maître.
L'Ordre lui fournissait :
- 4 chevaux dont un turcoman pour les batailles
- 2 écuyers
- 1 frère-sergent monté
- 1 turcopole également monté

## Le commandeur de la terre et du royaume de Jérusalem
Les retraits de la Règle lui consacrent dix articles (articles 110 à 119).
C'était le grand trésorier de l'Ordre et le chef de la province de Terre Sainte.

Il gérait toutes les transactions financières de l'Ordre qu'elles aient été effectuées en Occident ou en Orient.
Il avait la mainmise sur la flotte du Temple car tous les échanges commerciaux transitaient par le port d'Acre.

Il s'occupait également de répartir les frères dans les forteresses ou les commanderies selon les besoins en hommes de celles-ci.

Il était secondé par le drapier de l'Ordre.
En tant que haut dignitaire, il avait droit à :
- 4 chevaux dont un palefroi
- 2 écuyers
- 1 frère sergent à deux montures
- 1 diacre lettré
- 1 soldat turcopole monté
- 1 écrivain (secrétaire)
- 2 garçons à pied (palefreniers)

## Le drapier
(la): Procurator id est dator pannorum

On connaît ce grade de la hiérarchie de l'Ordre du Temple grâce aux deux articles des retraits de la Règle qui lui sont consacrés (articles 130 et 131). Le rôle du drapier du couvent était de la toute première
importance. C'est pourquoi il était cité comme le troisième personnage de l'Ordre
après le maître et le maréchal. Il y avait en orient deux autres drapiers,
celui de la Terre d'Antioche et celui de la Terre de Tripoli.
Le frère drapier gérait le stock de vêtements ainsi que tout ce qui dépendait de la literie.
Il surveillait lui-même l'arrivée des vêtements importés d'Europe, et destinés aux
templiers d'Orient. Il contrôlait l'ouverture des colis.
Il devait veiller à ce que tous les Templiers aient un vêtement correct et « soient habillés honnêtement ».
Il préparait également l'habit blanc ou noir des frères nouvellement reçus dans l'Ordre
lors de la cérémonie de réception et récupérait leurs vêtements civils. 

En tant que haut dignitaire, le drapier avait à son service :
- 4 chevaux
- 2 écuyers
- 1 sommelier (homme de peine)
- 1 aiguillier (grande tente)
- 1 grembeleure (petite tente)
- une équipe de parmentiers (ouvriers drapiers)

## Le commandeur de la cité de Jérusalem
Il était l'hospitalier de la Maison. Il assurait la protection et la défense des pèlerins francs dans toute la Palestine, parfois leur transport, et commandait, pour ce faire, un escadron de dix chevaliers.
Le commandeur de Jérusalem et ses chevaliers avaient le privilège de la garde permanente de la Sainte-Croix.
Cinq articles lui sont consacrés dans les retraits de la Règle.(articles 120 à 124)

L'Ordre lui fournissait :
- 4 montures dont 1 turcoman ou 1 bon roncin
- 2 écuyers
- 1 frère sergent avec deux montures
- 1 écrivain sarrasin (secrétaire arabe) avec une monture
- 1 soldat turcopole avec une monture

Ce titre disparaît avec la chute de Jérusalem en 1187.

## Les commandeurs de province
Cinq articles des retraits de la Règle nous renseignent sur ce grade. (articles 125 à 129). Les Commandeurs des Provinces de Tripoli et d'Antioche étaient des personnages importants de l'Ordre capables de remplacer le maître ou le maréchal en leur absence. Sa fonction consistait à fournir aux forteresses templières de sa province, cuir, blé, vin, fer, acier et des sergents pour la garde des portes.
A charge pour lui de fournir à ses garnisons, chevaux, mules et tout équipement. Pour cela, il pouvait ponctionner de l'argent dans les commanderies et les forteresses de sa Province.
Leur rôle était assez proche de celui du Commandeur de la Terre et du Royaume de Jérusalem sans toutefois avoir la fonction de trésorier.
Leur fonction leur permettait d'avoir droit à :
- 4 montures dont 1 palefroi
- 1 chevalier (conseiller)
- 1 frère sergent avec deux montures
- 1 diacre avec une monture
- 1 turcolpole avec une monture
- 1 écrivain sarrazin (secrétaire arabe) avec une monture
- 1 palefrenier
- 1 tente ronde
- 1 gonfanon baussent

## Les commandeurs de maisons ou châtelains
Quatre articles des retraits de la Règle leur sont consacrés. Ils n'avaient que peu de pouvoir car celui-ci ne s'étend pas en dehors des murs de la commanderie.
Même s'ils avaient toute autorité sur les frères dont ils avaient la charge, ils ne pouvaient rendre justice sans l'avis du chapitre.
Ils ne pouvaient en aucun cas faire construire de nouvelles maisons en dur
(en chaux, mortier et pierre) sans l'autorisation du maître.
Cependant, ils avaient le devoir de faire faire tous travaux de réparation s'imposant dans leur maison ou château.
L'Ordre leur fournissait :
- 4 montures
- 2 écuyers

## Les commandeurs des chevaliers
Ce grade est connu par l'article 137 des retraits de la Règle.
C'était en quelque sorte les lieutenants du maréchal.
Ils commandaient chacun un escadron de dix frères-chevaliers.
Ils pouvaient présider le chapitre en l'absence du commandeur de la Terre ou du maréchal.
Comme les chevaliers, le commandeur des chevaliers avait droit à :
- 3 montures
- 1 écuyer

## Les frères chevaliers et les frères sergents
Ces hommes constituaient le corps principal de l'armée du Temple. Ils étaient des
combattants d'élite, généralement recrutés en Europe, formés dans les commanderies, puis envoyés en Orient. Les chevaliers étaient issus de la noblesse, tandis que les sergents provenaient de la paysannerie et de la bourgeoisie. Dix articles des retraits de la Règle précisent leur façon de vivre, de se comporter. (articles 138 à 147) Ils sont complétés par les articles révélant comment les frères devaient :
- prendre l'herbage (articles 148 à 155)
- aller dans la troupe (articles 156 à 160)
- aller en escadron (articles 161 à 163)

Les frères chevaliers avaient à leur disposition :
- 3 montures (4 avec la faveur du maître)
- 1 écuyer (2 avec la faveur du maître)

Le matériel militaire qui devait leur être fourni comportait :
- 1 haubert, des chausses de fer, 1 heaume, 1 chapeau de fer, 1 épée, 1 écu, 1 lance, 1 masse turque, 1 jupon d'arme, des espalières, des souliers d'armes et 3 couteaux.

Le matériel complémentaire qui leur était fourni comprenait :
- des couvertures de chevaux, 2 chemises, 1 petite ceinture, 1 jupon à giron, 1 pelisse, 2 manteaux blanc, l'un à pan, l'autre sans pan, 1 chape, 1 cotte.

Pour son couchage :
- 1 paillasse (sac rempli de paille), un linceul (drap), 1 étamine (couverture), 2 petits sacs pour ranger les chemises et le surcot et , 1 sac de cuir ou de maille pour ranger le haubert.

Pour son repas et celui de ses chevaux :
- 1 toile (serviette) pour manger, 1 toile pour se laver, 1 carpite (tamis pour cribler l'orge, 1 chaudron

## Les dignités exceptionnelles destinées aux frères sergents

### Le turcopolier
Il dirigeait toute la cavalerie indigène de l'Ordre : les soldats turcopoles. Il s'agissait d'une force supplétive locale.

En temps de guerre, en plus d'avoir les turcopoles sous ses ordres, il commandait également tous les frères-sergents.

### Le sous-maréchal
Les retraits de la Règle lui consacrent quatre articles. (articles 173 à 176)
Il disposait de :
- 2 chevaux
- 1 écuyer

Il avait la charge de l'entretien de tous les harnais et armes telles que épées, pic, lance, écus, etc. Il était également responsable de la caravane de chevaux de rechange lors des batailles. En l'absence du maréchal, il commande au gonfanonier. Il veillait à l'embauche des écuyers et à leur répartition selon les besoins. Il pouvait présider le chapitre des écuyers et rendre la justice parmi eux.

### Le gonfanonier
Les retraits de la Règle de l'Ordre lui réservent trois articles de 177 à 179.
Il commandait tous les écuyers de l'Ordre : il les engageait, tenait chapitre pour juger les fautes qu'ils ont commises et peut les faire fouetter en cas de désobéissance ou de faute.

## Chevalier servant à terme
L'article 34 de la Règle leur est consacré. Ils devaient fournir leurs chevaux, leurs armes et tout leur équipement. Au terme de leur service, ils devaient laisser à l'Ordre la moitié du prix de leur cheval.